# David Marcus

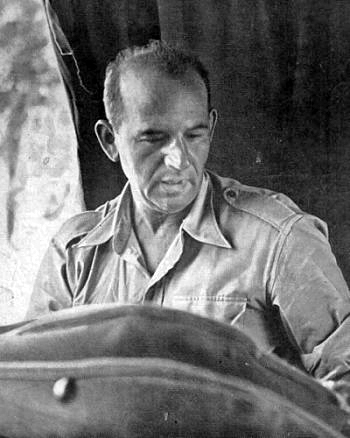
David Marcus während des israelischen Unabhängigkeitskrieges 1948

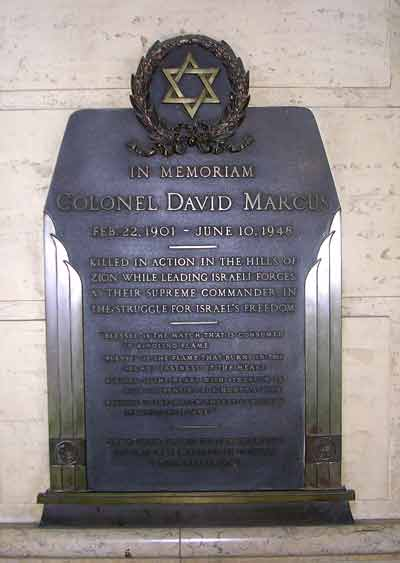
Gedenkplatte von David Marcus im Union Temple of Brooklyn

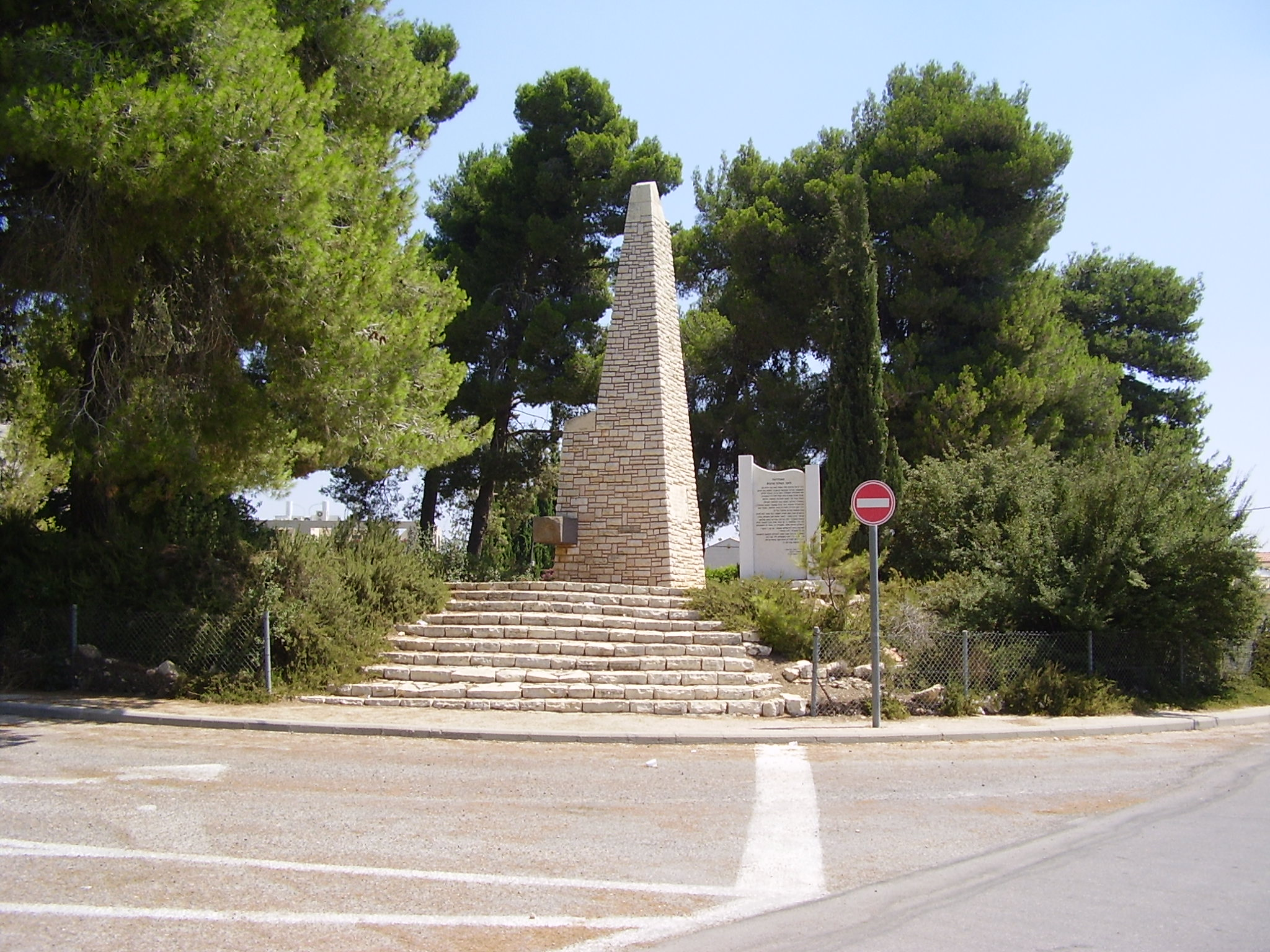
David Marcus Denkmal in der Nähe von Abu Gosch

David Daniel Marcus OBE (hebräisch דוד מרכוס, Spitzname Mickey; geboren am 22. Februar 1901 in New York, N.Y., USA; gestorben am 10. Juni 1948 in Abu Gosch bei Jerusalem) war ein amerikanisch-israelischer Jurist und Offizier. Nach der Teilnahme am Zweiten Weltkrieg als Oberst der US-Armee ging er 1948 als Ausbilder zur Haganah und wurde der erste Offizier im Generalsrang der israelischen Armee.

## Leben

### Ausbildung und Beruf
Marcus wurde als fünftes von sechs Kindern eines rumänischen Einwandererpaars in der Lower East Side geboren. Der Vater Mordechai, ein reisender Gemüsehändler, verstarb 1909. Davids drei ältere Brüder übernahmen den Broterwerb für die Familie, die aber von Brooklyn ins ärmere Viertel Brownsville ziehen musste.
Nach High School und College besuchte David die US-Militärakademie West Point, die er 1924 abschloss. Neben dem Dienst in der United States Army studierte er in Abendkursen der Brooklyn Law School Rechtswissenschaften. 1927/28 graduierte er dort und beendete seine aktive Offizierslaufbahn, um zunächst als Staatsanwalt, später dann als Leiter des New Yorker Justizvollzugsdienstes zu arbeiten.

### Zweiter Weltkrieg
Nach Eintritt der USA in den Zweiten Weltkrieg diente er wieder bei der US-Armee. 1943 erhielt er das Kommando über deren Ranger-Schule, 1944 sprang er ohne Sprungausbildung mit der 101. US-Fallschirmjäger-Division über der Normandie ab. Als Jurist hatte er maßgeblichen Anteil an der Ausarbeitung der Kapitulationsbedingungen Deutschlands und Italiens. Er erlebte die Befreiung des KZ Dachau. Nach der Niederwerfung des Nationalsozialismus war Marcus in der Militärregierung in Berlin für die Versorgung und Rückführung von Flüchtlingen zuständig, außerdem bereitete er die Nürnberger Prozesse vor. Er erhielt für seine Verdienste das Distinguished Service Cross, den Bronze Star, die Army Commendation Medal, und den Officer of the Order of the British Empire und bekleidete in der US-Armee den Rang eines Obersts.

### Israelischer Unabhängigkeitskrieg
Als sich 1947 der Israelische Unabhängigkeitskrieg abzeichnete, wurde er von der Hagana mit der Bitte David Ben-Gurions kontaktiert, beim Aufbau der israelischen Streitkräfte zu helfen. Im Januar 1948 reiste er zur Meidung von Schwierigkeiten mit der britischen Mandatsmacht unter falschem Namen als Michael Stone nach Israel ein. Auf sein Drängen hin vereinte Ben Gurion die in ihrer Ausrichtung sehr unterschiedlichen jüdischen paramilitärischen Gruppen zu den Israelischen Verteidigungsstreitkräften.
Zunächst sollte Marcus nur als Ausbilder und Berater fungieren, und in dieser Eigenschaft verfasste er das erste Instruktionsbuch der jungen israelischen Armee. Bald zeigte sich aber, dass diese einen erfahrenen Offizier als Kommandeur benötigte, deshalb übernahm Marcus das Kommando im Bereich Jerusalems. Jerusalem war von zahlenmäßig klar überlegenen arabischen Streitkräften weitgehend eingeschlossen und konnte nur über eine unsichere Straße durch ein enges Tal (Bab el Wad) versorgt werden. Diese wurde bei der befestigten ehemaligen Polizeistation Latrun von der Arabischen Legion kontrolliert. Marcus ließ zur Umgehung Latruns eine Burma Road genannte Behelfsstraße bauen, die unter anderem dank Verwendung alter Beduinenpfade und des Einsatzes zahlreicher Freiwilliger in Rekordzeit fertiggestellt wurde, und sicherte so die Versorgung Westjerusalems, was essentiell für das Standhalten der Stadt war. Unter anderem für diese logistische und technische Meisterleistung wurde Marcus von Ben Gurion zum ersten Brigadegeneral (Tat-Aluf) ernannt und war damit der erste Offizier im Generalsrang der israelischen Streitkräfte.
Am 10. Juni 1948, wenige Stunden vor Inkrafttreten des Waffenstillstandes, inspizierte Marcus nochmals die eigenen Stellungen. Aufgrund von Verständigungsschwierigkeiten (er konnte kaum Hebräisch) wurde er dabei versehentlich von einem Wachposten erschossen. Er war einer von insgesamt 119 ausländischen Soldaten, die im Unabhängigkeitskrieg für Israel ihr Leben ließen. Sein Leichnam wurde in die USA überführt und auf dem Friedhof von West Point beigesetzt. Er ist dort der einzige Tote, der unter einer fremden Flagge gefallen ist.

## Andenken
In Israel wurden der Kibbuz Mischmar David und der Stadtteil Neve David in Tel Aviv sowie mehrere Straßen nach Marcus benannt. In der Nähe von Abu Gosch wurde ein Denkmal für ihn errichtet und sein Name auf dem 1993 eingeweihten Machal-Denkmal verewigt. Ein Spielplatz und eine Schule in Brooklyn tragen ebenfalls seinen Namen.
1966 drehte Melville Shavelsons mit großem Staraufgebot den Film Der Schatten des Giganten (Cast a Giant Shadow), der von Marcus' Lebensgeschichte inspiriert wurde. Er wurde darin von Kirk Douglas dargestellt, in weiteren Rollen sind unter anderem Senta Berger, Frank Sinatra, Yul Brynner und John Wayne zu sehen.